# Chenpeng
Chenpeng (kinesiska: 陈棚, 陈棚乡) är en socken i Kina. Den ligger i provinsen Henan, i den centrala delen av landet, omkring 300 kilometer sydost om provinshuvudstaden Zhengzhou. Antalet invånare är 20 129. Befolkningen består av 10 358 kvinnor och 9 771 män. Barn under 15 år utgör 33 %, vuxna 15-64 år 58 %, och äldre över 65 år 8,0 %.
Genomsnittlig årsnederbörd är 1 211 millimeter. Den regnigaste månaden är augusti, med i genomsnitt 208 mm nederbörd, och den torraste är januari, med 21 mm nederbörd.